# Maar Shuhur
Maar Shuhur (tiếng Ả Rập: معر شحور) là một ngôi làng Syria nằm trong phó huyện Hama của huyện Hama ở Tỉnh Hama. Theo Cục Thống kê Trung ương Syria (CBS), Maar Shuhur có dân số 5.595 trong cuộc điều tra dân số năm 2004.